# Treindienstregeling 2016 in Nederland
De dienstregeling 2016 van de spoorvervoerders in Nederland geldt van 13 december 2015 tot 11 december 2016. Naast kleine aanpassingen zijn er de volgende grotere wijzigingen ten opzichte van de dienstregeling 2015.

## Andere stationsnamen
- Station Eindhoven Beukenlaan wordt hernoemd in Eindhoven Strijp-S.
- Station Enschede Drienerlo wordt hernoemd in Enschede Kennispark
- Station Schiphol wordt hernoemd in Schiphol Airport.
- Station Dronrijp wordt hernoemd in Dronryp.
- Station Veenwouden wordt hernoemd in Feanwâlden.
- Station Zwaagwesteinde wordt hernoemd in De Westereen.
- De hernoeming van station Arnhem in Arnhem Centraal, die op 19 november 2015 officieel inging, zal in de loop van het dienstregelingjaar 2016 geleidelijk zichtbaar worden.

## Treinenloop
- De intercity Hoorn – Alkmaar – Haarlem rijdt voortaan alleen in de ochtendspits van Alkmaar naar Haarlem en in de avondspits van Haarlem naar Alkmaar. Deze intercity’s stoppen alleen op Station Beverwijk en niet meer op de tussengelegen stations Heiloo, Castricum en Uitgeest.

Ter compensatie voor het wegvallen van de intercity rijden de sprinters Amsterdam – Haarlem – Uitgeest overdag door naar Hoorn. Tot en met de dienstregeling van 2015 reden deze sprinters alleen in de avonduren door naar Hoorn.
In de avonduren blijven deze sprinters maar één keer per uur tussen Alkmaar en Hoorn rijden.
- Bij de start van de dienstregeling is de frequentie van de Intercity direct opgevoerd, waardoor minimaal elk kwartier een trein rijdt over de HSL tussen Amsterdam en Rotterdam.
- Station Utrecht Lunetten wordt in beide richtingen elk kwartier bediend.
- Op het traject Station Almelo – Station Zwolle vinden tussen Wierden en Zwolle vanaf 20:00 uur elke dag werkzaamheden plaats, waardoor er bussen rijden in plaats van treinen op dit traject. Deze werkzaamheden waren al eerder in 2015 begonnen en duren naar verwachting tot en met 26 juni 2016. In de periode tussen 19 december 2015 en 3 januari 2016 zullen de treinen wel rijden tijdens deze uren.

### Binnenlands nachtnet
- Vanaf december 2015 rijdt van vrijdag op zaterdag een extra late trein van en naar de provincies Groningen en Drenthe.

### Regionale vervoerders
- Arriva: Op zondag wordt de frequentie van de trein van Groningen naar Leer verhoogd naar één keer per uur.

Door onherstelbare schade aan de Friesenbrücke over de Eems, die is ontstaan in het begin van de maand december 2015, rijden de treinen vanuit Groningen niet verder dan station Bad Nieuweschans. Vanuit Winschoten en op zondag vanuit Zuidbroek rijden er bussen naar Leer die ook in Winschoten, Bad Nieuweschans en Weener stoppen. Ook rijden er eenmaal per twee uur snelbussen tussen Groningen en Leer.

### Internationaal
- De frequentie van de Thalys wordt verhoogd met een trein per dag, waardoor vrijwel de hele dag ieder uur een Thalys naar Brussel rijdt.
- Vanaf 2016 gaat een extra late ICE van Duitsland naar Nederland rijden.
- De CityNightLine wordt ook toegankelijk voor reizigers die de trein niet als nachttrein willen gebruiken. Het wordt hierdoor onder andere mogelijk om met deze trein naar Keulen te reizen, wat voorheen niet toegestaan was.
- De treindienst tussen Heerlen en Aachen en verder wordt opgesplitst in Herzogenrath, waardoor doorgaande reizigers voortaan moeten overstappen in Herzogenrath. Deze opsplitsing heeft te maken met langdurige werkzaamheden in Duitsland.

## Wijzigingen tijdens de dienstregeling 2016
- Op 30 april werd station Geerdijk gesloten.
- Op 22 augustus werd station Utrecht Vaartsche Rijn geopend.
- Op 29 augustus werd de treindienst Almelo – Mariënberg verlengd tot Hardenberg.

1970 
· 2007-2009
(2008 
· 2009)
· 2010 
· 2011 
· 2012
· 2013
· 2014
· 2015
· 2016
· 2017
· 2018
· 2019
· 2020
· 2021
· 2022